# Eranthis pinnatifida
Eranthis pinnatifida är en ranunkelväxtart som beskrevs av Carl Maximowicz. Eranthis pinnatifida ingår i släktet vintergäckar, och familjen ranunkelväxter. Inga underarter finns listade i Catalogue of Life.

## Bildgalleri

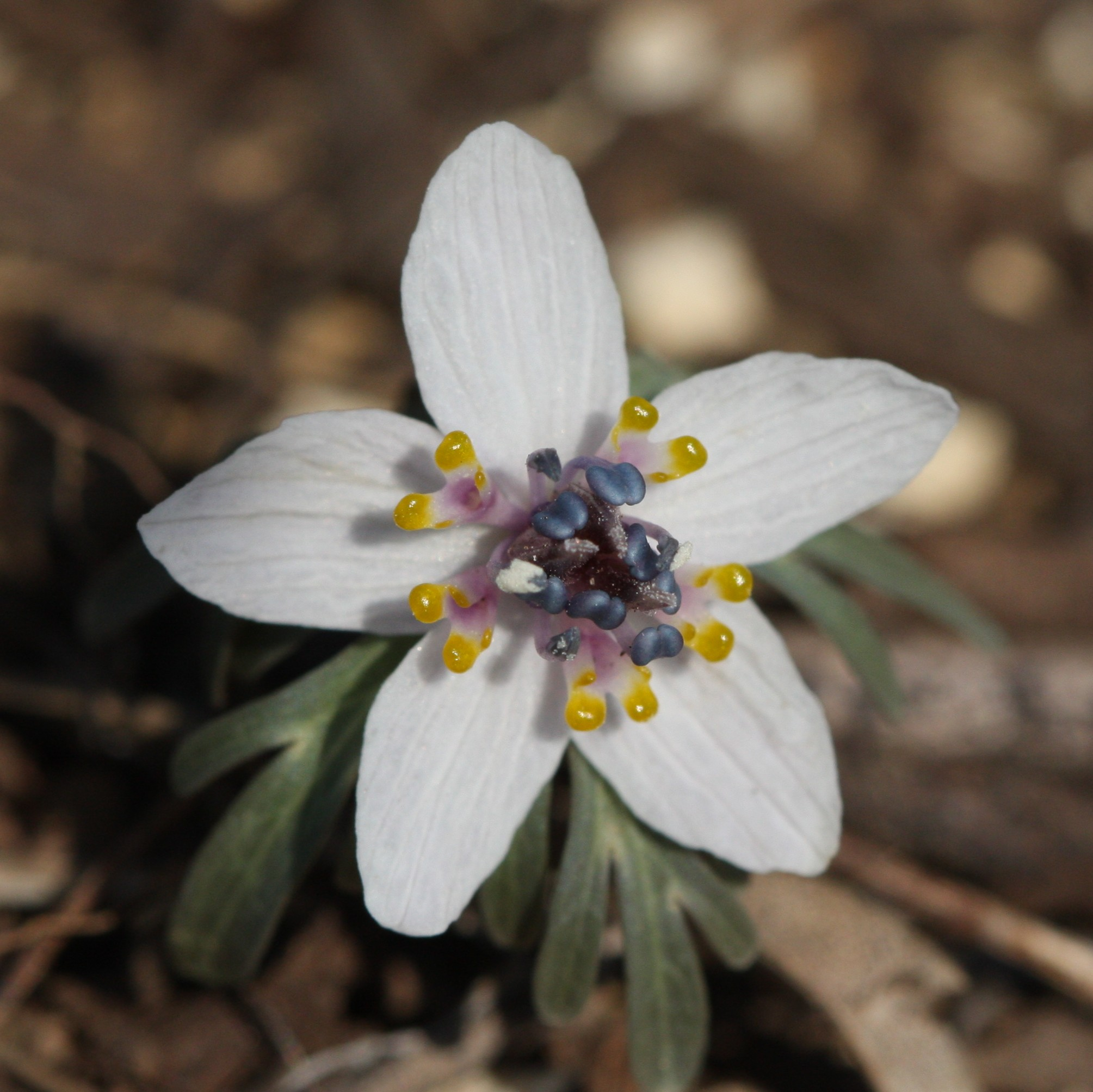
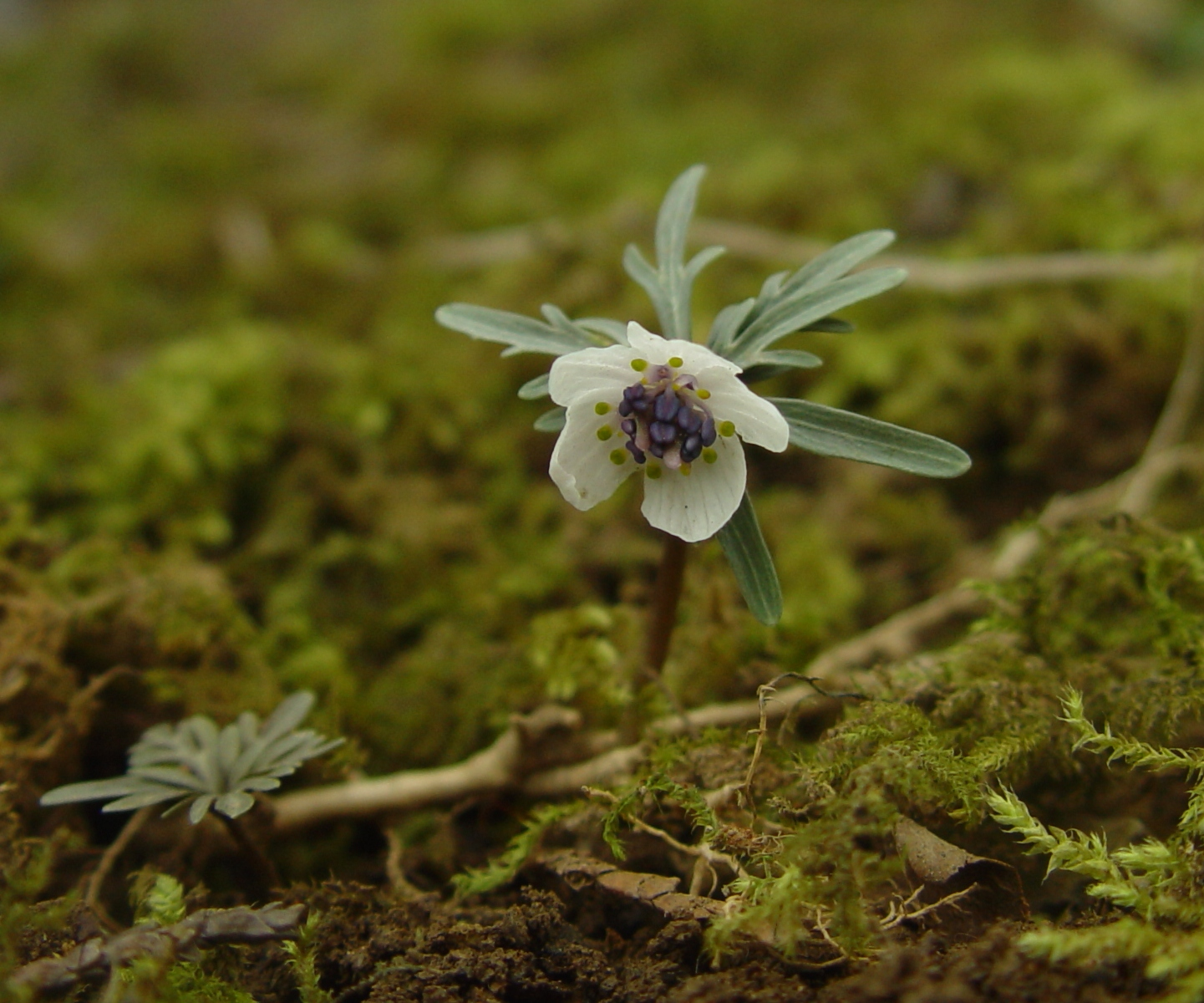
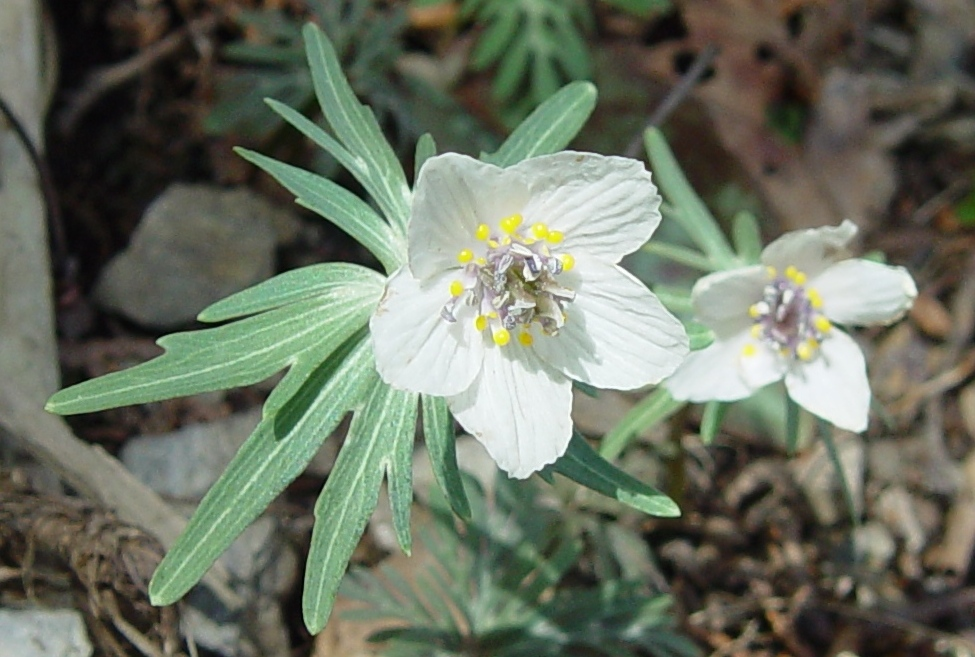